# Ramkhamhaeng
Po-khun Ramkhamhaeng, dit Rama le Fort ou Rama le Hardi (thaï : พ่อขุนรามคำแหงมหาราช; API : [raːmkʰamhɛːŋ]) (1239-1298), était un roi de l'actuelle Thaïlande. Il étendit son royaume de Sukhothaï et serait à l'origine de l'alphabet thaï.

## Biographie
Il a succédé en 1279 à son frère Po-khun Ban Muang sur le trône du Royaume de Sukhothaï, qu'il étendit largement vers le sud (Nakhon Si Thammarat) et vers le nord (Phrae et Luang Prabang). Il aida aussi son gendre Wareru à fonder le royaume d'Hanthawaddy (1287-1539) à Martaban, dans le sud de l'actuelle Birmanie.
Il aurait créé l'alphabet thaï initial à partir de l’alphabet khmer ancien en 1283. Cet alphabet est figuré sur la fameuse  « stèle de Ramkhamhaeng » découverte en 1833 par le roi Mongkut (Rama IV)  600 ans plus tard (stèle qui a peut-être été gravée à une période postérieure). Cette stèle évoque de manière idyllique la vie des Thaïs à Sukhothai, cité où chacun a sa place sous la protection de la Loi du Bouddha et sous celle d'un souverain juste et soucieux de son peuple. Cet alphabet a subi depuis quelques modifications. Il comporte aujourd'hui 44 consonnes et 37 voyelles (dont 15 simples).

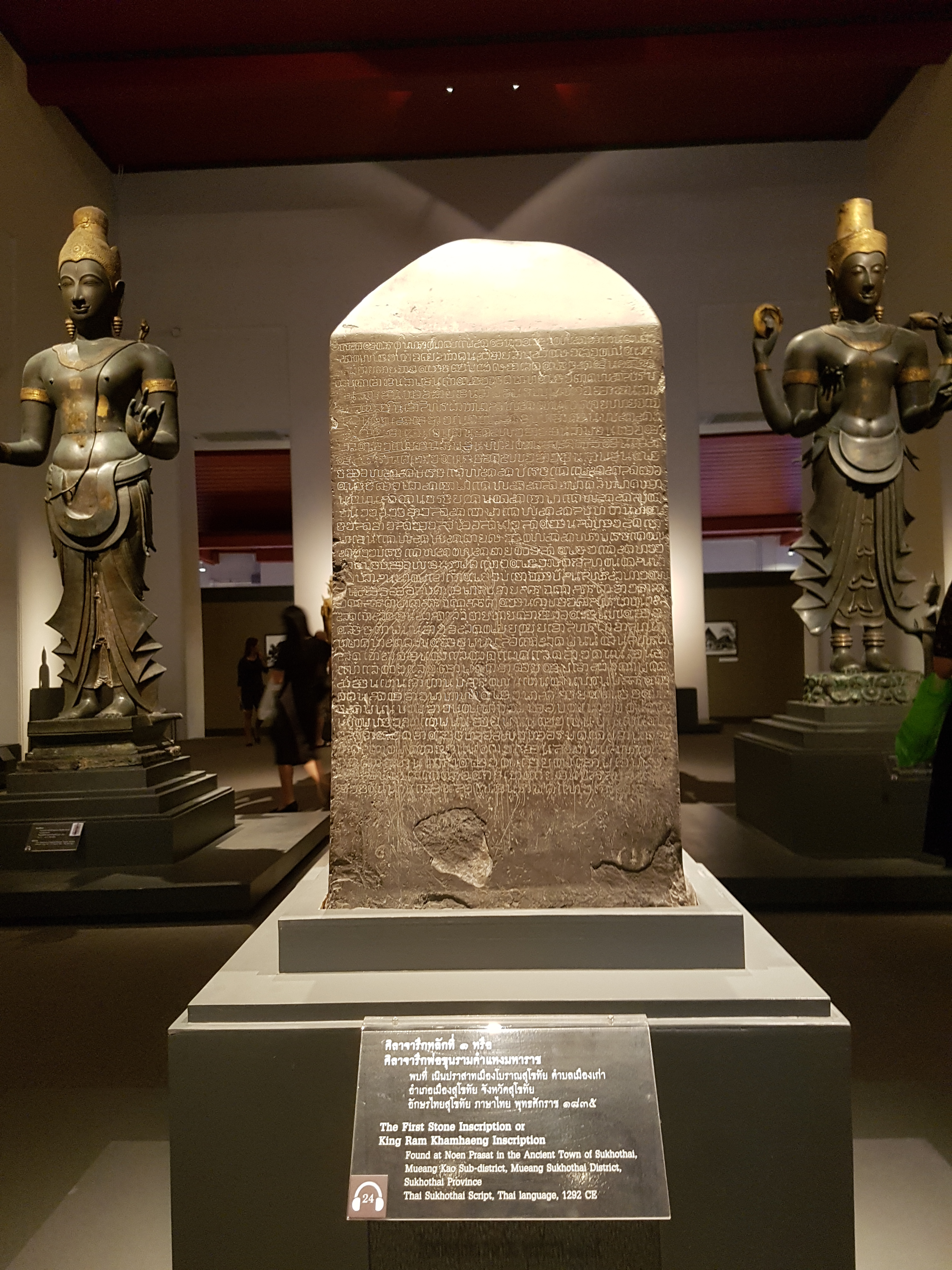
La stèle de Ramkhamhaeng, datée de 1292, porte les plus anciennes inscriptions connues en alphabet proto-thaï. Elle est exposée au Musée national de Bangkok.

## Culture populaire
La légende siamoise de Makatho décrit Ramkhamhaeng comme un roi juste et sage. En voici l'histoire : un jour, le jeune et astucieux Makatho reçut du roi de Sukothaï, Rama Khamhaeng, un cauri que Sa Majesté venait de trouver par hasard par terre après avoir chiqué et craché son bétel sur le sol. Makatho, rempli de joie, réfléchit profondément puis emporta ce cauri, don du roi, pour acheter des graines de légumes au marché. La marchande de graines lui fit remarquer qu'un unique cauri, ça ne valait quasiment rien. Makatho proposa que, en échange de ce cauri, il puisse prendre autant de graines qu'il pourrait en saisir avec un seul doigt. La marchande accepta. Alors le jeune homme mit son doigt dans sa bouche pour l'humidifier de salive, puis il plongea ce doigt dans le sac de graines de chou blanc, légume qui était et est toujours très prisé par les Thaï. Les graines se collèrent au doigt en grand nombre. Ensuite, il fit pousser avec soin ces graines dans une terre fertilisée avec des excréments d'éléphant et récolta de très jolis choux blancs. Rencontrant de nouveau le roi, il lui offrit le plus beau de ses choux blancs en lui expliquant que le cauri de Sa Majesté lui avait permis d'acheter des graines. Le roi Rama Khamhaeng récompensa le jeune homme ingénieux en lui accordant la faveur d'entrer dans le département spécial des mets du Palais Royal,.
Et récemment, dans le populaire jeu vidéo Civilization V créé par Firaxis Games et sorti en 2010, Ramkhamhaeng est le dirigeant du Siam.